# Torre del Gas

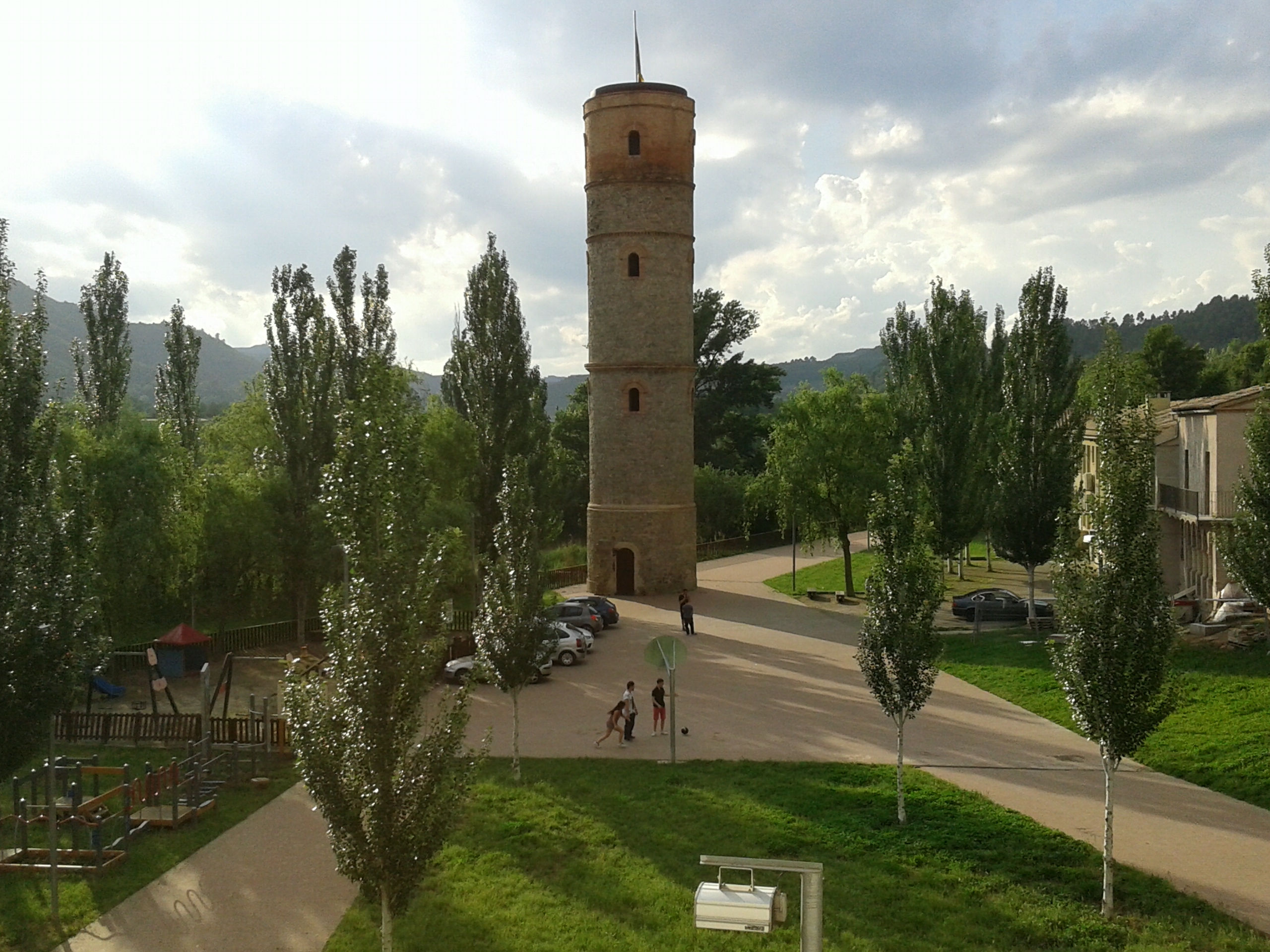

La Torre del Gas és una torre del municipi de Sallent (Bages) construïda el 1882. Formava part de la fàbrica de gas que proporcionava gas a l'enllumenat públic, a la indústria i a la població. És una obra inclosa en l'Inventari del Patrimoni Arquitectònic de Catalunya.

## Descripció
Torre circular de 25 metres d'alçada, amb tres nivells, i 3,60 metres de diàmetre a la base. Està decorada amb cornises i finestres de punt rodó. Al capdamunt hi ha un dipòsit d'aigua que va servir per subministrar aigua potable a la vila. Està edificada amb pedra tallada, decorada amb cornises i les finestres de maó. Una escala de gat interior dona accés al dipòsit, que contenia aigua per refrigerar el gasòmetre i per subministrar aigua a la població.

## Història
El 6 de març de 1882 es va constituir la societat Rafael Costa i Cia., que havia de construir i explotar la fàbrica de gas destinat a l'enllumenat públic. L'Ajuntament de Sallent li va adjudicar la canalització del gas, el manteniment de l'enllumenat públic i també el subministrament d'aigua potable a la població. La inauguració de les instal·lacions i conduccions es va fer el 1883, en ple desenvolupament industrial de Sallent. L'enllumenat públic de Sallent havia funcionat fins aleshores amb fanals d'oli i posteriorment amb fanals de petroli (1866), amb força deficiències en el servei.
La fàbrica de gas va quedar fora de servei quan la il·luminació elèctrica va substituir la il·luminació de gas, l'any 1911. D'entrada, el canvi va ser mal rebut a la població, que es va queixar de la incertesa i el preu de la nova energia i de les seves instal·lacions. Amb l'arribada de l'electricitat es va dissoldre de la societat de la fàbrica de gas.
Amb la construcció de nous dipòsits d'aigua potable al municipi, la torre va deixar també de tenir aquest ús públic, i va passar a donar servei, a partir de 1912, a la Fàbrica Vella.
La Torre del Gas va ser restaurada el 2009.